# Любец (Владимирская область)
Любец — село в Ковровском районе Владимирской области России, входит в состав Новосельского сельского поселения.

## География
Село расположено в 7 км к юго-западу от Коврова, на правом берегу реки Клязьмы.

## История
Село известно с XII века.
В XVII веке здесь действовал патриарший домовой Успенский мужской монастырь. Время основания сего монастыря неизвестно; первоначальные же исторические известия о нём относятся к началу XVII столетия и находятся в окладных книгах патриаршего казённого приказа, в которых под 136 (1628) годом записано: «церковь Успение Пречистые Богородицы на реке на Клязьме патриарш монастырь особняк на Любце дани двадцать пять алтын две деньги, десятильничих гривна». Более подробные сведения о состоянии монастыря показаны в книгах 161 (1658) года: «у церкви Успения Пречистые Богородицы, да в приделе Св. муч. Параскевы, нарицаемыя Пятницы, да у другой церкви Николая Чудотворца в патриарше домовом Любецком монастыре на берегу реки Кльзьмы на церковной земле двор попов, да в том же дворе дьякон, да в приходе дв. монастырской, помещиковых 2 дв., дв. прикащиков, крестьянских 89 дворов, бобыльских 18 дв., пашни церковной пахатныя середния земли 6 чети в поле, а в дву по тому ж, сена 60 копен».
В XVII—XIX веках село славилось ярмаркой.
В XIX — первой четверти XX века село входило в состав Бельковской волости Ковровского уезда, с 1926 года — в составе Клюшниковской волости. В 1859 году в селе числилось 13 дворов, в 1905 году — 24 дворов, в 1926 году — 29 дворов.
С 1929 года село входило в состав Погостовского сельсовета Ковровского района, с 1940 года — в составе Бельковского сельсовета, с 1958 года — в составе Великовского сельсовета, с 1972 года — в составе Новосельского сельсовета, с 2005 года — в составе Новосельского сельского поселения.

## Население
| 1859 | 1905 | 1926 |
| ---- | ---- | ---- |
| 83   | 128  | 118  |

| 1859 | 1905 | 1926 | 2002 | 2010 | 2021 |
| ---- | ---- | ---- | ---- | ---- | ---- |
| 83   | ↗128 | ↘118 | ↘6   | ↗14  | ↗21  |

## Достопримечательности
Церковь Успения Богородицы — памятник архитектуры XVII века.
Древнерусское селище XII века — памятник археологии.
Село упоминается в книге известного топографа, русского советского писателя князя Сергея Голицына «Тайна старого Радуля» как село Радуль. Сергей Голицын с 1960 по 1989 год каждое лето (примерно с апреля по начало октября) жил в селе. Здесь же писатель и был похоронен.
В селе (под именем деревни Берсеневки) происходили съёмки фильма «Шла собака по роялю» (режиссёр Владимир Грамматиков).